# يوغي كينوشيتا
يوغي كينوشيتا (باليابانية: 木下夕爾؛ بالكانا: きのした ゆうじ) هو شاعر ياباني، ولد في 27 أكتوبر 1914 في هيروشيما في اليابان، وتوفي في 4 أغسطس 1965 بسبب سرطان وسرطان القولون.